# خواجه (ماهی)
خواجه (ماهی)(نام علمی: Schizothorax pelzami) نام یک گونه از سرده سینه‌چاک است.